# Kathedrale der göttlichen Vorsehung (Chișinău)

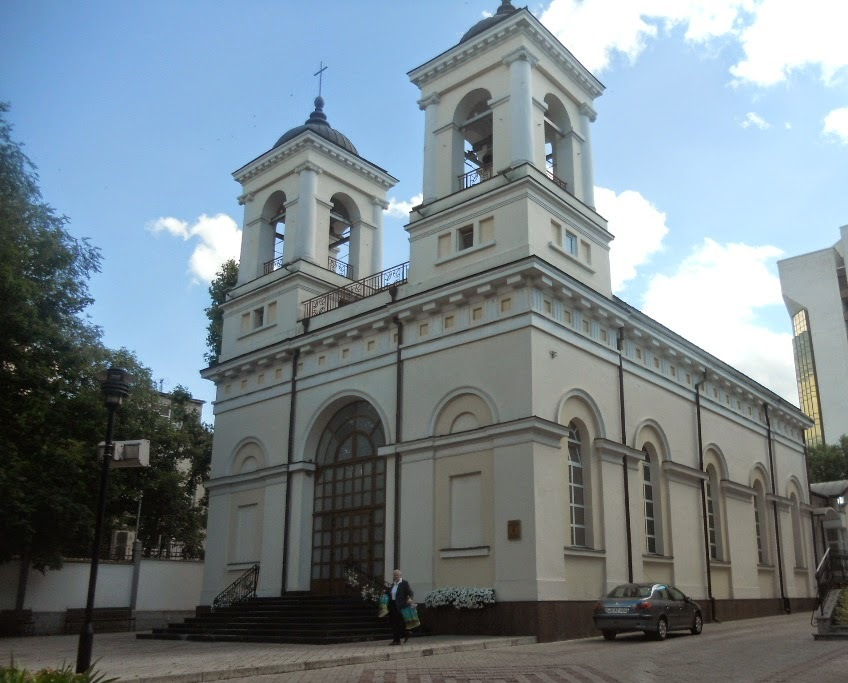
Kathedrale der Göttlichen Vorsehung in Chișinău

Die Kathedrale der göttlichen Vorsehung (rumän. Catedrala Providența Divină) ist die Bischofskirche des römisch-katholischen Bistums Chișinău in der moldauischen Hauptstadt Chișinău (Kischinau). Sie wurde von 1840 bis 1843 im klassizistischen Stil erbaut. Als Schöpfer des Entwurfs gilt der Petersburger Architekt Iossif Iwanowitsch Charlemagne (1782–1861). Die Kathedrale steht auf der Liste der nationalen Geschichts- und Kulturdenkmäler.

## Geschichte

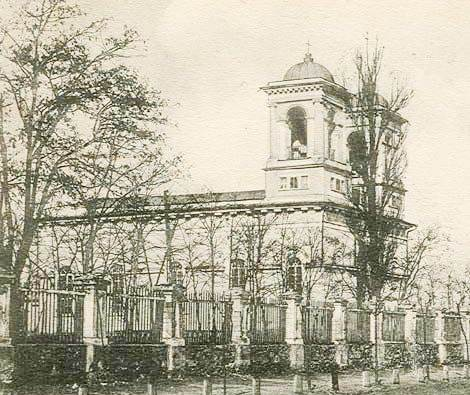
Die katholische Kirche in Chișinău um 1900

In den 1820er Jahren baute die kleine, vorwiegend polnischstämmige katholische Gemeinde an der Stelle der heutigen Kathedrale eine Kapelle mit dem Patrozinium Vorsehung Gottes. Sie reichte bereits in den 1830er Jahren nicht mehr aus. Ein Baukostenzuschuss Zar Nikolaus’ I. ermöglichte die Errichtung der heutigen Kirche.
1964 wurde die Vorsehungskirche durch die sowjetische Administration enteignet und später in ein Ton- und Filmstudio umgewandelt. Die Kirchengemeinde durfte sich in einer Friedhofskapelle weiter zum Gottesdienst versammeln. 1989 wurde die Kirche, nach Intervention u. a. des Roten Kreuzes und der Vereinten Nationen, an die katholische Pfarrei zurückgegeben und anschließend wiederhergestellt. 1993 wurde sie Sitz der Apostolischen Administratur Moldau, 2001 Kathedrale des neu errichteten Bistums Chișinău.

## Architektur und Ausstattung
Die Kathedrale ist nach Südwesten orientiert und hat einen rechteckigen Grundriss mit halbrunder Apsis. Das Langhaus umfasst fünf Joche. Daran schließt sich nordöstlich eine Schaufassade mit dem in ein großes Rundbogenfenster eingefügten Portal und zwei quadratischen Glockentürmen an.
Den Innenraum gliedern zwei Reihen korinthischer Säulen in ein breites Mittelschiff mit Tonnengewölbe und zwei schmalere Seitenschiffe mit Kassettendecken.
Die originale bilderreiche Ausstattung ging nach der Schließung in den 1960er Jahren verloren. Die heutige Ausstattung wurde in den 1990er Jahren mit Blick auf die Erhebung zur Kathedrale geschaffen.